# خط طول 14° غرب
خط طول 14° غرب هو أحد خطوط الطول الجغرافية، والتي تمتد من القطب الشمالي الجغرافي إلى القطب الجنوبي الجغرافي، وحسب التحويل الزمني يتأخر خط طول 14° غرب عن خط غرينتش بـ56 دقيقة.

## من القطب إلى القطب
ينطلق خط طول 14° غرب من القطب الشمالي نحو القطب الجنوبي مرورا بالمناطق التي ترد في الجدول التالي:
| الإحداثيات                         | البلد أو الإقليم أو البحر | ملاحظات                                                                                    |
| ---------------------------------- | ------------------------- | ------------------------------------------------------------------------------------------ |
| 90°0′N 14°0′W / 90.000°N 14.000°W  | المحيط المتجمد الشمالي    |                                                                                            |
| 81°48′N 14°0′W / 81.800°N 14.000°W | جرينلاند                  |                                                                                            |
| 81°1′N 14°0′W / 81.017°N 14.000°W  | المحيط الأطلسي            | بحر غرينلاند                                                                               |
| 65°36′N 14°0′W / 65.600°N 14.000°W | آيسلندا                   |                                                                                            |
| 64°43′N 14°0′W / 64.717°N 14.000°W | المحيط الأطلسي            |                                                                                            |
| 28°43′N 14°0′W / 28.717°N 14.000°W | إسبانيا                   | جزيرة فويرتيفنتورا                                                                         |
| 28°12′N 14°0′W / 28.200°N 14.000°W | المحيط الأطلسي            |                                                                                            |
| 26°28′N 14°0′W / 26.467°N 14.000°W | الصحراء الغربية           | تملكه المغرب                                                                               |
| 21°20′N 14°0′W / 21.333°N 14.000°W | موريتانيا                 |                                                                                            |
| 16°21′N 14°0′W / 16.350°N 14.000°W | السنغال                   |                                                                                            |
| 13°33′N 14°0′W / 13.550°N 14.000°W | غامبيا                    |                                                                                            |
| 13°17′N 14°0′W / 13.283°N 14.000°W | السنغال                   |                                                                                            |
| 12°40′N 14°0′W / 12.667°N 14.000°W | غينيا بيساو               |                                                                                            |
| 11°39′N 14°0′W / 11.650°N 14.000°W | غينيا                     |                                                                                            |
| 9°59′N 14°0′W / 9.983°N 14.000°W   | المحيط الأطلسي            | مرورا بشرق جزيرة أسينشين, إقليم سانت هيلانة وتوابعه (في 7°57′S 14°18′W / 7.950°S 14.300°W) |
| 60°0′S 14°0′W / 60.000°S 14.000°W  | المحيط الجنوبي            |                                                                                            |
| 71°57′S 14°0′W / 71.950°S 14.000°W | القارة القطبية الجنوبية   | أرض الملكة مود, المطالب الإقليمية بالقارة القطبية الجنوبية by النرويج                      |